# Pehka
Pehka es un pueblo ubicado en el municipio de Haljala, en el condado de Lääne-Viru, Estonia.

## Superficie
Posee una superficie de 11,80 kilómetros cuadrados.

## Demografía
Hasta 2021 la población era de 20 habitantes, con una densidad de población de 1,694 habitantes por kilómetro cuadrado.